# Soboška ves
Ne zamenjujte z naseljem Soboška ves, Zalska županija!
Soboška ves (madžarsko Magyarszombatfa) je vas na Madžarskem, ki upravno spada pod podregijo Őriszentpéter Železne županije. Tukaj je bil Karel Dončec lončarski vajenec .